# Courant de probabilité
En mécanique quantique, le courant de probabilité est un concept décrivant le flux de densité de probabilité, de façon similaire à la loi de conservation de la charge électrique en électrodynamique. Intuitivement, elle indique que lorsque la densité de probabilité dans un volume fixé varie dans le temps, alors il doit exister un flux de densité de probabilité à travers les parois de ce volume. La notion de courant de probabilité permet de décrire ce flux de probabilité.

## Définition
La densité de probabilité satisfait une condition de conservation locale. En notant {\displaystyle {\vec {J}}} le courant de probabilité, cette condition de conservation locale (aussi appelée équation de continuité) se note :
{\displaystyle {\vec {\nabla }}\cdot {\vec {J}}=-{\partial  \over \partial t}|\Psi |^{2}}
avec {\displaystyle \Psi } la fonction d'onde représentant l'amplitude de probabilité et, par définition, {\displaystyle |\Psi |^{2}=\Psi ^{*}\Psi }, la densité de probabilité. Cette condition est satisfaite pour une propagation libre si l'on définit {\displaystyle {\vec {J}}} comme suit :
{\displaystyle {\vec {J}}\equiv {i\hbar  \over 2m}\left(\Psi {\vec {\nabla }}\Psi ^{*}-\Psi ^{*}{\vec {\nabla }}\Psi \right)}
Du théorème de la divergence, on a (en partant de l'équation de continuité) que :
{\displaystyle \int _{\mathcal {S}}{\vec {J}}\cdot \mathrm {d} {\vec {S}}=-{\mathrm {d}  \over \mathrm {d} t}\int _{\mathcal {V}}|\Psi |^{2}\mathrm {d} V}
avec {\displaystyle {\mathcal {V}}} un volume (fixé), {\displaystyle {\mathcal {S}}} le bord de ce volume et {\displaystyle \mathrm {d} {\vec {S}}} le vecteur normal à la surface.
Explicitement cette dernière relation signifie que le courant de probabilité passant à travers une surface (fermée) est égal à la diminution en probabilité de trouver la particule dans le volume borné par cette surface.

### Opérateur courant de probabilité
Le courant de probabilité apparait comme la valeur moyenne de l'opérateur courant de probabilité suivant :
{\displaystyle {\hat {\vec {K}}}={\frac {1}{2}}\left(|{\vec {r}}\rangle \langle {\vec {r}}|{\hat {\vec {V}}}+{\hat {\vec {V}}}|{\vec {r}}\rangle \langle {\vec {r}}|\right)}
où {\displaystyle {\hat {\vec {V}}}} est l'opérateur vitesse (qui n'est pas toujours égal à l'opérateur impulsion).
{\displaystyle {\hat {\vec {K}}}} est donc l'opérateur symétrique qui correspond au produit de la densité de probabilité de présence et de la vitesse.

## Démonstration de l'équation de continuité
On suppose que {\displaystyle \Psi } est la fonction d'onde correspondant à l'amplitude de probabilité d'une particule (dans l'espace des positions). La probabilité de trouver la particule dans un certain volume {\displaystyle {\mathcal {V}}} est donnée par :
{\displaystyle P=\int _{\mathcal {V}}|\Psi |^{2}\mathrm {d} V}
en prenant la dérivée temporelle de cette probabilité et en utilisant la règle de Leibniz pour la dérivée d'une intégrale paramétrique, on a :
{\displaystyle {\mathrm {d} P \over \mathrm {d} t}={\partial  \over \partial t}\int _{\mathcal {V}}\Psi ^{*}\Psi \mathrm {d} V=\int _{\mathcal {V}}\left({\partial \Psi ^{*} \over \partial t}\Psi +\Psi ^{*}{\partial \Psi  \over \partial t}\right)\mathrm {d} V}
L'équation de Schrödinger donne :
{\displaystyle {\partial \Psi  \over \partial t}=-{\hbar  \over 2im}\Delta \Psi +{1 \over i\hbar }V\Psi }
avec m la masse de la particule, {\displaystyle \Delta } le laplacien et V un potentiel (une fonction réelle).
En prenant le complexe conjugué, on a aussi :
{\displaystyle {\partial \Psi ^{*} \over \partial t}={\hbar  \over 2im}\Delta \Psi ^{*}-{1 \over i\hbar }V\Psi ^{*}}
et en utilisant ces deux dernières équations, on a
{\displaystyle {\mathrm {d} P \over \mathrm {d} t}={-\hbar  \over 2im}\int _{\mathcal {V}}\left(\Psi ^{*}\Delta \Psi -\Psi \Delta \Psi ^{*}\right)\mathrm {d} V}
Cependant, on peut réécrire
{\displaystyle \Psi ^{*}\Delta \Psi -\Psi \Delta \Psi ^{*}={\vec {\nabla }}\cdot \left[\Psi ^{*}{\vec {\nabla }}\Psi -\Psi {\vec {\nabla }}\Psi ^{*}\right]}
en effet la règle du produit donne :
{\displaystyle {\vec {\nabla }}\cdot \left[\Psi ^{*}{\vec {\nabla }}\Psi -\Psi {\vec {\nabla }}\Psi ^{*}\right]=\Psi ^{*}\Delta \Psi +{\vec {\nabla }}\Psi ^{*}\cdot {\vec {\nabla }}\Psi -\Psi \Delta \Psi ^{*}-{\vec {\nabla }}\Psi \cdot {\vec {\nabla }}\Psi ^{*}}
et le deuxième et le dernier terme se simplifient. Finalement, en définissant {\displaystyle {\vec {J}}} par
{\displaystyle {\vec {J}}\equiv {i\hbar  \over 2m}\left(\Psi {\vec {\nabla }}\Psi ^{*}-\Psi ^{*}{\vec {\nabla }}\Psi \right)}
on a :
{\displaystyle {\mathrm {d} P \over \mathrm {d} t}={\partial  \over \partial t}\int _{\mathcal {V}}|\Psi |^{2}\mathrm {d} V=-\int _{\mathcal {V}}({\vec {\nabla }}\cdot {\vec {J}})\mathrm {d} V}
et donc :
{\displaystyle {\vec {\nabla }}\cdot {\vec {J}}=-{\partial  \over \partial t}|\Psi |^{2}}

## État stationnaire
Supposons que le potentiel {\displaystyle V} du système soit indépendant du temps, il existe alors un ensemble complet d'états (vecteurs propres de l’hamiltonien) ayant la forme suivante :
{\displaystyle \Psi _{n}=\phi _{n}\mathrm {e} ^{-iE_{n}t/\hbar }}
où la fonction {\displaystyle \phi _{n}} satisfait l'équation de Schrödinger indépendante du temps :
{\displaystyle -{\hbar ^{2} \over 2m}\Delta \phi _{n}+V\phi _{n}=E\phi _{n}}
Pour n'importe quel état stationnaire, la densité de probabilité est stationnaire, en effet,
{\displaystyle |\Psi _{n}|^{2}=\Psi _{n}^{*}\Psi _{n}=|\phi _{n}|^{2}}
et comme {\displaystyle \phi _{n}} est indépendante du temps, {\displaystyle {\mathrm {d}  \over \mathrm {d} t}|\Psi _{n}|^{2}=0}. Par conséquent, {\displaystyle {\vec {\nabla }}\cdot {\vec {J}}=0}. De manière plus intuitive, on a :
{\displaystyle \int _{\mathcal {S}}({\vec {\nabla }}\cdot {\vec {J}})\mathrm {d} {\vec {S}}=0}
ce qui signifie que le flux total de densité de probabilité à travers n'importe quelle surface fermée est nul. Par ailleurs, l'expression du courant de probabilité pour l'état n se simplifie :
{\displaystyle {\vec {J}}_{n}={i\hbar  \over 2m}\left(\Psi _{n}{\vec {\nabla }}\Psi _{n}^{*}-\Psi _{n}^{*}{\vec {\nabla }}\Psi _{n}\right)={i\hbar  \over 2m}\left(\phi _{n}{\vec {\nabla }}\phi _{n}^{*}-\phi _{n}^{*}{\vec {\nabla }}\phi _{n}\right)}

## Exemples

### Onde plane
L'amplitude de probabilité d'une onde plane tridimensionnelle représentée par :
{\displaystyle \Psi =A\mathrm {e} ^{i({\vec {k}}\cdot {\vec {r}}-\omega t)}}
avec {\displaystyle {\vec {k}}} le vecteur d'onde, {\displaystyle {\vec {r}}} le vecteur position et {\displaystyle \omega } la fréquence angulaire.
le gradient de la fonction est donné par :
{\displaystyle {\vec {\nabla }}\Psi =Ai{\vec {k}}\mathrm {e} ^{i({\vec {k}}\cdot {\vec {r}}-\omega t)}}
on obtient le gradient de la fonction complexe conjuguée de manière similaire et finalement :
{\displaystyle {\vec {J}}={i\hbar  \over 2m}\left(-i|A|^{2}{\vec {k}}-i|A|^{2}{\vec {k}}\right)=|A|^{2}{\hbar {\vec {k}} \over m}=|A|^{2}{\vec {v}}}
avec {\displaystyle {\vec {v}}} la vitesse de la particule. On a utilisé la relation {\displaystyle \hbar {\vec {k}}={\vec {p}}} avec {\displaystyle {\vec {p}}=m{\vec {v}}} l'impulsion de la particule.
Remarquons que le courant de probabilité n'est pas nul même si la densité de probabilité {\displaystyle |\Psi |^{2}=|A|^{2}} est indépendante du temps.

### Particule dans une boîte
Les états stationnaires d'une particule dans une boîte de dimension {\displaystyle L_{x},L_{y},L_{z}} ont une fonction d'amplitude définie par :
{\displaystyle \Psi _{n}=\phi _{n_{x},n_{y},n_{z}}\mathrm {e} ^{-iE_{n_{x},n_{y},n_{z}}t/\hbar }}
avec
{\displaystyle \phi _{n_{x},n_{y},n_{z}}(x,y,z)={\sqrt {8 \over L_{x}L_{y}L_{z}}}\sin \left({n_{x}\pi x \over L_{x}}\right)\sin \left({n_{y}\pi y \over L_{y}}\right)\sin \left({n_{z}\pi z \over L_{z}}\right)}
et on a :
{\displaystyle J_{n}={i\hbar  \over 2m}\left(\phi _{n}{\vec {\nabla }}\phi _{n}^{*}-\phi _{n}^{*}{\vec {\nabla }}\phi _{n}\right)=0}
puisque {\displaystyle \phi _{n}=\phi _{n}^{*}}.

## Définition dans un champ extérieur
La définition doit être modifiée pour un système dans un champ électromagnétique extérieur. Par exemple, pour une particule de charge q, l'équation de Schrödinger indépendante du temps qui satisfait une invariance locale de jauge est donnée dans l'espace des positions avec un hamiltonien de couplage minimal par :
{\displaystyle {\hat {H}}={1 \over 2m}\left[{\hat {\vec {p}}}-(1-\beta )q{\vec {A}}(t)\right]^{2}-\beta q{\vec {F}}(t)\cdot {\vec {r}}}
avec {\displaystyle {\hat {\vec {p}}}} l'opérateur impulsion, {\displaystyle {\vec {A}}} est un potentiel vecteur et {\displaystyle \beta } est un paramètre caractérisant la jauge. Par exemple, {\displaystyle \beta =0} correspond à la jauge de vitesse tandis que {\displaystyle \beta =1} correspond à la jauge de longueur.
Si on remplace {\displaystyle {\hat {\vec {p}}}-(1-\beta )q{\vec {A}}} par {\displaystyle {\hat {\vec {P}}}}, il est aisé de dériver l'équation de continuité avec un courant de probabilité défini par :
{\displaystyle {\vec {J}}_{ext}\equiv {1 \over 2m}\left(\Psi ^{*}{\hat {\vec {P}}}\Psi -\Psi {\hat {\vec {P}}}\Psi ^{*}\right)={\vec {J}}-(1-\beta ){q \over m}{\vec {A}}|\Psi |^{2}}